# مملكة المجر (1920–1946)
مملكة المجر (بالمجرية: Magyar Királyság) هي مملكة دستورية من غير ملك تأسست في 1 مارس 1920 تحت زعامة الوصي على العرش ميكلوش هورتي والذي ظل يحكم البلاد حتى أكتوبر 1944.
خلال الحرب العالمية الثانية انضمت المملكة إلى قوات دول المحور من خلال معاهدة الاتفاق الثلاثي مع كل من ألمانيا وإيطاليا واليابان، كما شاركت في الحملات العسكرية ضد يوغسلافيا والاتحاد السوفييتي. في عام 1944 احتلتها القوات الألمانية بعد اكتشاف قيام المجر بمفاوضات للسلام مع كل من المملكة المتحدة والولايات المتحدة الأمريكية حيث أمر هتلر قواته بحتلال المجر ثم ما لبثت أن احتلت من قبل القوات السوفييتة.

## التاريخ

### بعد الحرب العالمية الأولى
بعد الهزيمة التي لحقت بالمجر في الحرب العالمية الأولى وتفكك إمبراطورية النمسا المجر، أعلن في المجر عن قيام الجمهورية المجرية الديموقراطية (بالمجرية: Magyar Nepköztársaság) عام 1918 لكن سرعان ما أطاحت ثورة عمالية بالدولة الناشئة لتقام على أنقاضها جمهورية المجر السوفييتية (بالمجرية: Magyarországi Tanácsköztársaság) في 31 مارس 1919. رفضت دول الحلفاء الاعتراف بالجمهورية السوفييتية المجرية وأوعزت لدول الجوار (رومانيا وصربيا وجمهورية التشيك) بمهاجمة المجر داعمةً مطالبها الإقليمية في المناطق المختلطة القوميات، وهاجمت الدول الثلاث المجر وقامت بدعم الصرب وفرنسا حكومة مضادة في سيغيد في جنوب البلاد بقيادة الأدميرال في الجيش الملكي السابق ميكلوش هورتي الذي أسس وحدات عسكرية سميت بالجيش الوطني. في أغسطس 1919 احتلت القوات الرومانية بودابست وأسقطت الحكومة الشيوعية وأقامت حكومة مؤقتة ترأسها إشتفان فريدريك، إلى أن تم تسليم السلطة إلى هورتي الذي دخل بودابست في 16 نوفمبر 1919 بعد انسحاب القوات الرومانية. تميز حكم هورتي بطابعه الانتقامي من الشيوعيين وأنصارهم ودخلت البلاد في فترة عرفت بحكم الإرهاب الأبيض.

### الحرب العالمية الثانية
شاركت المجر عام 1941 في غزو يوغسلافيا وغزو الاتحاد السوفييتي، استفادت المجر من علاقتها مع ألمانيا النازية وإيطاليا في الحصول على المزيد من الأراضي من جيرانها في سلوفاكيا ورومانيا ويوغسلافيا خلال الأعوام مابين 1938 و 1941، خلال الحرب مع الاتحاد السوفييتي وتدهور الجبهة الشرقية دخلت المجر في المفاوضات سرية للسلام مع الولايات المتحدة والمملكة المتحدة، بعد اكتشاف هتلر للمفاوضات هاجمت القوات الألمانية المجر عام 1944 واحتلتها، في نهاية عام 1944 دخلت القوات السوفيتية الأراضي المجرية.
بنهاية الحرب فقدت المجر ما يقارب من 300,000 جندي فيما بلغت أعداد الضحايا من المدنيين حوالي 80,000 قتيل، تعرضت العديد من المدن المجرية للتدمير لا سيما العاصمة بودابست.

## الجيش

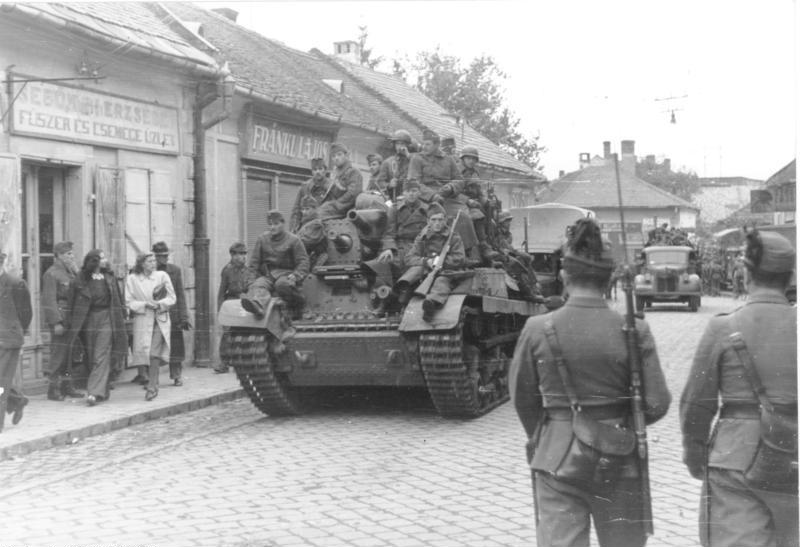
دبابة توران للجيش المجري

حددت معاهدة تريانون الموقعة في 4 يونيو 1920 حجم الجيش المجري بما لا يزيد عن 35,000 جندي ٬ كما نصت المعاهدة علي إلغاء التجنيد ومنع استيراد الدبابات أو تصنيعها بما في ذلك السيارات المصفحة والمركبات المدرعة، إضافة إلى ذلك منعت المعاهدة المجر من إنشاء سلاح الجو.
في الثلاثنينات تجاهلت المجر بنود المعاهدة وبدأت تسليح جيشها كما أعلن رئيس الوزراء المجري في 5 مارس 1938 عن خطة تهدف لإعادة تسليح الجيش المجري أطلق عليها اسم برنامج جيور رصد لها مبلغ مليار بانغو على مدة 5 سنوات كما تم إعادة نظام التجنيد الإجباري، وفي عام 1939 بلغ تعداد الجيش المجري 80,000 جندي.
حينما هاجمت القوات الألمانية الاتحاد السوفييتي في صيف 1941 انضمت المجر للحملة الألمانية وأرسلت فيلقا ميكانيكيا للمشاركة في الهجوم ضمن مجموعة الجيوش الألمانية في المنطقة الجنوبية من الاتحاد السوفييتي.

## الحدود

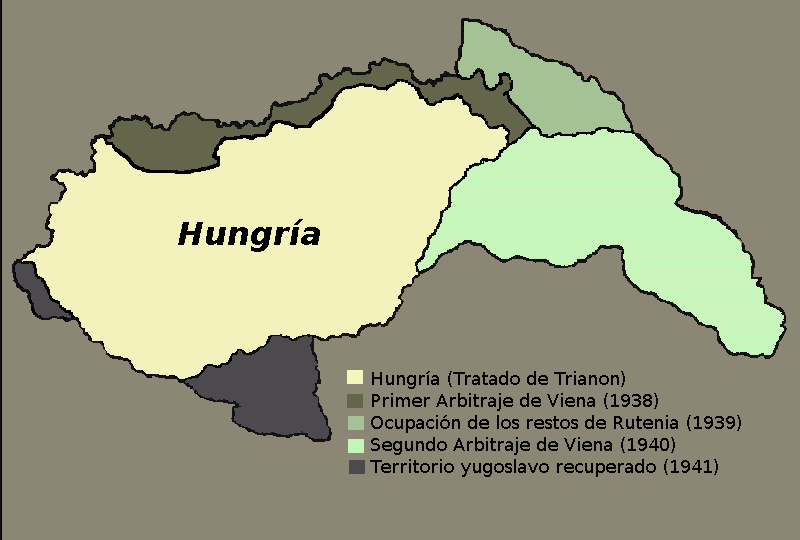
حدود المملكة المجرية طبقا لمعاهدة تريانون والأراضي التي ضمت إلى المملكة في عهد الرايخ الثالث

قلصت معاهدة تريانون مساحة المجر بنسبة 72% عن ما كانت عليه قبل الحرب العالمية الأولى لتصبح المساحة الكلية للمملكة 93,073 ألف كيلو متر مربع ولينخفض عدد سكان المملكة من 20.9 مليون إلى 7.6 مليون نسمة.
في نهاية الثلاثينات عززت المجر علاقاتها السياسية مع كل من ألمانيا وإيطاليا وهو ما توج بانضمام المجر إلى حلف دول المحور وهو ما مكنها من استعادة الأراضي الحدوية التي خسرتها في معاهدة تريانون من جيرانها سلوفاكيا ورومانيا ويوغسلافيا على النحو التالي:
- 11,927 كم² من الأراضي التشيكوسلوفاكية بناء على منحة فيينا الأولى في نوفمبر 1938.
- 11,092 كم² من أراضي جمهوريا أوكرانيا الكارباتية بعد ضمها للمجر في مارس 1938.
- 1,697 كم² من الأراضي الشرقية لسلوفاكيا خلال الحرب المجرية السلوفاكية في مارس 1939.
- 43,104 كم² من الأراضي الرومانية بناء على منحة فيينا الثانية في أغسطس 1940.

## الاقتصاد
عانى اقتصاد المملكة عند تأسيسها من التراجع والعجز في الميزانية والتضخم وكان ذلك نتيجة لما فقدته المملكة المجرية من مناطق اقتصادية مهمة سلبتها منها معاهدة تريانون إذ فقدت المملكة مناطق زراعية وصناعية لصالح جيرانها الأمر الذي أجبرها على الاكتفاء بتصدير المنتجات الزراعية من الأراضي الزراعية التي بقت في حوزتها للمحافظة على اقتصادها الوطني. تعاملت حكومة رئيس الوزراء إستفان بيتلين مع الأزمة الاقتصادية عن طريق الحصول على القروض الأجنبية للحفاظ على الاستقرار النقدي للبلاد وفي عام 1925 أصدرت الحكومة المجرية عملة جديدة حملت اسم «بينغو».

## السكان
فقدت مملكة المجر ما يصل إلى 64% من سكانها نتيجة معاهدة تريانون التي وقعت في أعقاب الحرب العالمية الأولى حيث بلغ عدد السكان عام 1920 نحو 7.6 مليون يشكل المجريون ما نسبته 90% من السكان، في عام 1930 ارتفع عدد السكان ليبلغ 8,685,109 وفي عام 1941 بلغ 14,679,573 نسمة.